# Кременчуцький мостовий завод
Кременчуцький мостовий завод — історичне підприємство, що існувало у Кременчуці у період з 1945 по 1956 роки. 1956 року було перепрофільовано у комбайновий завод, а згодом 1958 року у Кременчуцький автомобільний завод.
На 1956 рік на заводі працювало близько 3 тисяч робітників. За період існування мостового заводу було випущено 607 мостів загальною довжиною понад 27 км, на виготовлення яких пішло близько 104 тисячі тонн металоконструкцій.

## Історія
31 серпня 1945 року було ухвалено рішення будувати в Кременчуці завод мостових конструкцій. Планами керівництва країни на післявоєнну п'ятирічку було намічено капітально відновити і побудувати на залізничних магістралях 1800 великих і середніх мостів. 26 серпня 1945 Державний Комітет Оборони ухвалив рішення про виконання масштабних робіт з відновлення зруйнованих мостів. Виконуючи це рішення, Народний Комісар шляхів сполучення вирішив питання про будівництво мостових заводів у містах Воронежі та Кременчуці. Вже у травні 1945 року до Кременчука приїхала бригада фахівців Главмостостроя для того, щоб визначити майданчик під майбутнє виробництво.
Відповідне місце знайшлося на північній околиці міста, поруч з будівництвом заводу Народного Комісаріату авіаційної промисловості, яке було законсервоване спочатку війни. Вибір майданчика визначився наявністю великої вільної території, призначеної для промислового будівництва, наявністю близько розташованих під'їзних залізничних шляхів, наявністю шосейної дороги зв'язує майданчик з містом і можливістю забезпечити будівництво місцевими будматеріалами, водою і електроенергією від наявних джерел.
31 серпня 1945 Народним Комісаром Шляхів Повідомлення СРСР був підписаний наказ №С-831ц про спорудження заводів у м. Кременчук. Підприємств було намічено побудувати відразу три: завод мостових конструкцій, прокатну базу Головвмістбуду і механічний завод. Кінець 1945 року і першу половину наступного зайняли підготовчі роботи: йшла розмітка виробничого майданчика, риття котлованів, підвід електроенергії. У червні 1946 року у фундамент ковальського цеху було закладено першу цеглину. Практично одночасно почалося будівництво інших цехів: ливарного, деревообробного, ремонтних майстерень. 12 червня 1948 була введена в дію перша черга мостового заводу. У цей же день була забита перша заклепка у ферму майбутнього моста. 7 липня Кременчуцький завод мостових металоконструкцій зареєстрований Держбудом СРСР як діючий.
У березні 1949 року перша пролітна конструкція розрахунковим прольотом 43,2 метра виготовлено заводом і відвантажено на будівництво мосту через річку Клязьма. У цей рік було завершено будівництво ливарного цеху, кузні і модельної майстерні, здані в експлуатацію три готових прольоту головного корпусу. Будівництво заводу ще тривало, а вже почалися роботи з удосконалення технології виробництва мостових прольотів.
Кременчуцький завод перший серед мостобудівників країни впровадив електрозварювання під флюсом за методом академіка Є. О. Патона. Велику допомогу заводчанам в освоєнні зварювання громіздких конструкцій мостових ферм надали фахівці Ленінградського науково-дослідного інституту мостів.
Вже в 1950 році почалося виготовлення суцільнозварних прольотів довжиною 23 і 33,6 м. Якість швів контролювалося за допомогою спеціальної рентгенівської установки. Нова технологія і збільшений рівень виробництва себе проявили при спорудженні одного з найбільших у світі клепано-зварних мостів на Волзі, у місті Ульяновську.
Застосування зварювання дозволило побудувати міст на чотири місяці раніше терміну і при цьому заощадити 660 т металу. Металоконструкції для Керченської поромної переправи і Біломорсько-Балтійського каналу, мости у Волгограді, Крюківський міст у Кременчуці — це лише невелика частина замовлень заводу того часу. Арбатский міст у Москві, мости через Волгу, Дніпро, Віслу і багато інших річок було виготовлено у Кременчуці.
Наприкінці 1952 мостовий та механічний заводи злилися в один — Кременчуцький мостовий завод Міністерства шляхів сполучення СРСР. У 1953 році програма відновлення зруйнованих війною мостів була завершена. Завод виявився недовантаженим і змушений був перейти на випуск непрофільної продукції: підвісних доріг для тваринницьких ферм, ручних насосів та інших виробів. У 1956 році підприємство повністю змінило профіль.